# 성봉조
성봉조(成奉祖, 1401년 ~ 1474년)는 조선의 문신이다. 본관은 창녕(昌寧). 자는 효부(孝夫)·유행(攸行)이다.

## 생애
음보(蔭補)로 순승부 행수(順承府行首)가 되고 여러번 옮겨 한성 소윤(漢城少尹)에 이르렀다. 1430년(세종 12) 지풍덕군사(知豊德郡事)로 나갔다가, 1438년 사헌부 장령(司憲府掌令)·지사간원사(知司諫院事)를 지냈다.
1441년에 동부승지(同副承旨)에 발탁되어 우부승지에 올랐다가 형조·호조·공조의 참의(參議)를 거쳐 경상도·충청도 관찰사를 지냈다. 1447년에 가선 대부(嘉善大夫) 경상도 도절제사(都節制使)에 올랐고, 1449년 전라도 관찰사(全羅道觀察使)가 되었다.
1452년(문조 2)에 사헌부 대사헌(司憲府大司憲)이 되고 1453년(단종 원년)에 가정 대부(嘉靖大夫) 형조 참판에 올랐다가, 곧 함길도 도관찰사(咸吉道都觀察使)에 임명되었다.
세조가 즉위하자 성봉조의 아내가 세조비의 언니였기 때문에 특별히 자헌 대부(資憲大夫) 지돈녕부사(知敦寧府事)를 가자(加資)했다. 공조·형조의 판서를 지내고, 1457년(세조 3)에 정헌 대부(正憲大夫) 의정부 우참찬(議政府右參贊)을 더했다. 1458년 이조 판서에 제배되었다가 1462년(세조 8)에 숭정대부(崇政大夫) 우찬성(右贊成)에 오르고, 1466년에 숭록대부(崇祿大夫)에 올라서, 1468년(세조 14)에 보국숭록대부(輔國崇祿大夫) 영중추부사(領中樞府事)를 더하였다.
성종의 즉위를 도운 공으로 1471년(성종 2) 좌리공신(佐理功臣) 3등으로 의정부 우의정(議政府右議政)에 오르고, 창성부원군(昌城府院君)에 봉해졌다. 이 때 성봉조가 사양하기를, "삼공(三公)은 지위가 백관(百官)의 우두머리로서 나라의 균축(鈞軸)을 잡는 것인데, 신과 같은 작은 그릇으로 어찌 물망에 부합하겠습니까? 하물며 이제 쇠하고 늙었으므로 치사(致仕)함이 이치에 마땅하니 빌건대 기무(機務)를 해임하여 남은 여생을 보존하게 하소서." 하였으나, 임금이 허락하지 아니하고 궤장(几杖)을 하사하였다.
시호(諡號)는 양정(襄靖)이니, 일로 인하여 공(功)이 있음이 ‘양(襄)’이고 부드럽고 곧으며 편히 죽음이 ‘정(靖)’이다.
성봉조는 사람됨이 침착하고 후덕하며, 고사(故事)를 잘 알고 숙련하여 가는 데마다 명성과 공적이 있었다. 아들 성율(成慄)은 벼슬이 참의(參議)에 이르렀다.

## 가족
- 아버지 : 동지중추원사(同知中樞院事) 성엄(成揜)
  - 부인 : 파평 윤씨(坡平 尹氏) - 세조의 정비 정희왕후(貞熹王后)의 언니
    - 아들 : 성율(成慄)